# Film di sopravvivenza
Il film di sopravvivenza è un genere cinematografico in cui uno o più personaggi devono lottare o ingegnarsi per preservare la propria sopravvivenza fisica. Spesso si sovrappone ad altri generi cinematografici. È un sottogenere del film d'avventura, insieme a film di spavalderia, film di guerra e film di safari. I film di sopravvivenza sono più cupi della maggior parte degli altri film di avventura, inoltre di solito concentrano la loro trama su un singolo personaggio, ovvero il protagonista. I film tendono ad essere "collocati principalmente in un contesto contemporaneo" e quindi il pubblico dei film ha familiarità con l'ambientazione e le attività dei personaggi sono meno romanzate.
In un libro del 1988, Thomas Sobchack ha paragonato il film di sopravvivenza al Romanticismo: "Entrambi enfatizzano l'eroico trionfo sugli ostacoli che minacciano l'ordine sociale e la riaffermazione di valori sociali predominanti come il fair play e il rispetto per il merito e la cooperazione".  L'autore ha detto che i film di sopravvivenza "identificano e isolano un microcosmo della società", come il gruppo sopravvissuto all'incidente aereo in Il volo della fenice (1965) o quelli sul transatlantico rovesciato in L'avventura del Poseidon (1972). Sobchack ha spiegato: "Per la maggior parte del tempo in un film di sopravvivenza viene descritto il processo mediante il quale il gruppo, tagliato fuori dalle sicurezze e dalle certezze delle reti di supporto ordinarie della vita civile, si forma in un'unità funzionante ed efficace". Sebbene storicamente le donne siano state stereotipate in questi film, "spesso giocano un ruolo decisivo nel successo o nel fallimento del gruppo".